# Georg von Borries senior

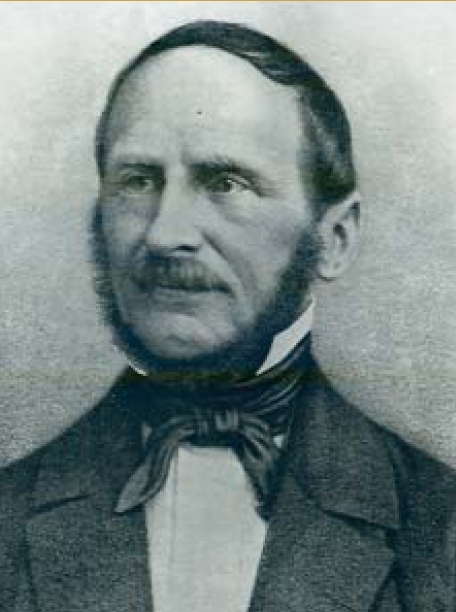
Georg von Borries

Georg Franz Diedrich Ubaldus von Borries (* 19. März 1811 auf Gut Steinlacke, Kirchlengern; † 18. April 1870 in Berlin) war ein deutscher Rittergutsbesitzer, Regierungsbeamter und Abgeordneter.
Von 1838 bis 1870 war Georg von Borries Landrat des preußischen Kreises Herford in Westfalen.

## Leben
Georg von Borries wurde als Sohn der Eheleute Philipp Carl Ludwig von Borries und Luise Helene Gertrud Elisabeth von Bülow – ursprünglich aus Minden stammendes Adelsgeschlecht und zum Reichsadel gehörend – geboren. Er war Fideikommiss-Herr auf Gut Steinlacke und Herr auf Ulenburg, Beck, Schockemühle und Südbrack. 1830 legte Georg von Borries am Gymnasium in Minden das Zeugnis der Reife ab und studierte danach in Heidelberg und Berlin Rechtswissenschaften und Cameralia. In Heidelberg schloss er sich 1831 dem Corps Guestphalia an. Von 1833 bis 1834 war er als Freiwilliger beim Garde-Schützen-Bataillon in Berlin. Von Borries legte die Prüfungen zum Auskultator, Gerichts- und Regierungsreferendar ab und war 1834–1838 bei verschiedenen Regierungsbehörden und Gerichten beschäftigt, zuletzt bei der Bezirksregierung in Minden. Nach dem Tod seines Vaters Philipp von Borries wurde er am 19. Juli 1838 mit der Verwaltung des Landratsamtes in Herford beauftragt und am 8. November 1838 zum Landrat ernannt. Dieses Amt übte er bis zu seinem Tod im Jahr 1870 aus. Ihm folgten seine Söhne Rudolf von Borries und später Georg von Borries.
Georg von Borries war evangelisch und hatte am 29. Juli 1842 in Bielefeld Bertha Henriette Velhagen (1818–1880) geheiratet.

## Abgeordneter
Georg von Borries war Abgeordneter zu Berliner Nationalversammlung für den Kreis Herford und von 1851 bis 1868 Mitglied des Provinziallandtages der Provinz Westfalen. Er war 1841 weltlicher Deputierter der Kreis-Synode Herford bei der Provinzial-Synode der Evangelischen Kirche von Westfalen. Von 1849 bis 1850 gehörte er der Zweiten Kammer des Preußischen Landtags und von 1855 bis 1856 des Preußischen Herrenhauses.

## Weitere Ämter und Auszeichnungen
Georg von Borries übte zahlreiche weitere Ämter aus, unter anderem war er Direktor des landwirtschaftlichen Provinzial-Vereins für Westfalen und Lippe, Mitglied des Landes-Ökonomie-Kollegiums und Mitglied der Bezirkskommission für die Grundsteuerveranlagung.
Georg von Borries war Träger des Roten Adlerordens III. Klasse mit der Schleife (?), Ehrenritter des Johanniterorden und Träger des königlichen Hausorden von Hohenzollern III. Klasse.